# 波特尔 (北达科他州)
波特尔（英語：Portal），是美国北达科他州下属的一座城市。根据2010年美国人口普查，该市有人口126人。